# Wadía Haddád
Wadía Haddád (arabsky وديع حداد‎, ‎1927 – 29. března 1978), známý též jako Abú Hání, byl velitel ozbrojeného křídla Lidové fronty pro osvobození Palestiny (LFOP) a později velitel Lidové fronty pro osvobození Palestiny – Hlavního velení. Organizoval a byl zapojen do celé řady teroristických útoků, především únosů civilních leteckých spojů, vraždění civilistů apod., a západními médii byl označovaný jako „kmotr mezinárodního terorismu“.

## Biografie
Narodil se v Safedu za dob britské mandátní Palestiny (dnešní Izrael) do ortodoxní křesťanské rodiny. Během izraelské války za nezávislost v roce 1948 byl dům jeho rodiny zničen a ta uprchla do Libanonu. Studoval medicínu na Americké univerzitě v Bejrútu, kde se spřátelil s palestinským uprchlíkem Georgem Habášem. Společně založili Arabské nacionalistické hnutí, což byla panarabská a arabsko-socialistická skupina, usilující o vytvoření palestinského státu a sjednocení arabských států.
Po dokončení studií se spolu s Habášem (vystudovaným pediatrem) přesunuli do jordánského hlavního města Ammán, kde si otevřeli lidovou kliniku, v níž poskytovali bezplatné ošetření obyvatelům palestinských uprchlických táborů. V roce 1956 pracoval pro Úřad OSN pro palestinské uprchlíky na Blízkém východě, ale z důvodu svých aktivit v nacionalistickém hnutí byl následujícího roku zatčen jordánskými úřady. V roce 1961 se mu podařilo uprchnout do Sýrie. Od roku 1963 se zasazoval o ozbrojený boj proti Izraeli a podařilo se mu militarizovat Arabské nacionalistické hnutí.
Po šestidenní válce v roce 1967 se Arabské nacionalistického hnutí rozpadlo do několika skupin, z nichž jednou z nich se stala marxistická Lidová fronta pro osvobození Palestiny (LFOP) pod Habášovým vedením. Haddád se stal vůdcem vojenského křídla této skupiny a podílel se na organizování útoků proti izraelským cílům. Naplánoval první únos mezinárodního leteckého spoje, který LFOP provedla v roce 1968, když unesla let izraelské společnosti El Al. V červenci 1970 izraelské letectvo zaútočilo na Haddádův byt a ten spolu s rodinou jen těsně unikl.
V roce 1970 zorganizoval synchronizovaný únos čtyř civilních leteckých spojů členy LFOP (jeden z nich se nevydařil), kteří se třemi z nich následně odletěli do Jordánska, kde prázdná letadla vyhodili do povětří. Tím vyvrcholily spory mezi různými palestinskými skupinami a jordánskými úřady, a jordánský král Husajn v událostech známých jako černé září vyhnal palestinské ozbrojené skupiny ze země. Po tomto vyhnání čelil Haddád kritice z řad LFOP, která samotná byla pod velkým tlakem zbytku Organizace pro osvobození Palestiny, která ji zastřešovala. LFOP se rozhodla upustit od únosů letadel, Haddád se však nemínil podřídit a spolu se skupinou svých příznivců založil Lidovou frontu pro osvobození Palestiny – Hlavní velení (LFOP–HV). Ta pokračovala v teroristických aktivitách a spolupracovala i s nepalestinskými skupinami, jako byla Japonská rudá armáda, Frakce Rudé armády apod. V roce 1972 například naplánoval větší část útoku na izraelské letiště Lod, který provedla trojice příslušníků Japonské rudé armády.
Haddád mimo jiné využil služeb Iljiče Ramireze Sáncheze, známého též jako Carlos či Šakal, s nímž se setkal v roce 1970, a kterého trénoval v technikách guerillového boje. Sáncheze nakonec ze svého týmu vyloučil poté, co byl obviněn z odmítnutí zabití dvou rukojmí a možného zcizení části výkupného po útoku na konferenci OPECu ve Vídni v roce 1975. Mezi letecké únosy, které zorganizoval, patří únos letu společnosti Air France do ugandského Entebbe (viz operace Entebbe) v roce 1976.
Poté se, podle vojenského korespondenta Kleina, dostal na přední místo seznamu osob určených k likvidaci izraelskou zpravodajskou službou Mosad. Tento úkol však byl složitý zejména z toho důvodu, že Haddád v té době již žil v Bagdádu a cestoval pouze minimálně. Nakonec proti němu měla být použita jeho slabost – láska pro čokoládu. Dvojitý agent Mosadu pak měl v roce 1977 Haddádovi donést belgické pralinky potažené smrtelným biologickým jedem. Ten o několik týdnů později začal ztrácet váhu, dostavilo se nechutenství a krevní testy prokázaly zničený imunitní systém. O několik měsíců později v bolestech zemřel v nemocnici v Německé demokratické republice. Příčina jeho smrti nebyla známá a lékaři nevěděli, zda šlo o smrt přirozenou či uměle vyvolanou. Pohřben byl v Bagdádu.